# Kate More
Pour les articles homonymes, voir Kate Moore, More et Moore.
Ne pas confondre avec le mannequin de mode Katie Moore ni la chanteuse canadienne homonyme.
Kate More, ou Kate Moore, née le 13 juillet 1978 à Rotterdam, est une actrice pornographique néerlandaise.

## Biographie
Elle a débuté comme modèle photo peu après ses dix-huit ans, et a remporté en 1998 le Hot d'or de la meilleure débutante européenne pour son rôle dans La Marionnette. Elle a ensuite signé un contrat d'exclusivité avec Privateen 1999, puis est partie aux États-Unis où elle a tourné de nombreux films. Elle a arrêté sa carrière en 2003.

## Récompenses
- 1999 : Hot d'or – Best European Newcomer
- 2000 : FICEB Ninfa Prize – Best Lesbian Scene – Alexia and Cie (avec Nikki Anderson et Silvia Saint)

## Filmographie partielle
- The private life of Kate More (2004)
- The Best by Private 37 : Orgies (2002)
- Casa Rosso (2002)
- Fun4Helen Episode 1 (2002)
- Fun4Helen Episode 2 (2002)
- La Fille du batelier (2001)
- The Best by Private 27 : Anal Toppers (2001)
- Chez Twat (2001)
- la Fièvre au corps (2001)
- Alexia and Co.  (2000)
- Dirty Anal Kelly in Rome  (2000)
- Machos (1999)
- Le Contrat des Anges  (1999)
- Hotdorix (1999)
- Pirate 1: Fetish Hotel (1998)
- La Marionnette (1998)
- Amanda's Diary (1998)
- Pirate 12: Hells Belles (1998)
- Triple X Files 12: Eat Up (1998)